# Adapazarı
Adapazarı ist die Provinzhauptstadt der türkischen Provinz Sakarya. Sie ist eine Stadtgemeinde (Belediye) im gleichnamigen İlçe (Landkreis) der Provinz Sakarya und zugleich eine Gemeinde der 2000 geschaffenen Büyükşehir Belediyesi Sakarya (Großstadtgemeinde/Metropolprovinz) in der Türkei. Seit der Gebietsreform 2013 ist die Gemeinde flächen- und einwohnermäßig identisch mit dem Landkreis.

## Geschichte
Ursprünglich war Adapazarı ein kleines Dorf, das an einer Verzweigung des Flusses Sakarya lag und deshalb nach der türkischen Einnahme unter Sultan Orhan I. 1324 schlicht Ada / آدا (Insel) genannt wurde. Es wird erstmals in einem Dokument von Orhan I. über eine Vaḳıf-Gründung erwähnt. 1795 erwähnt ein Dokument das Dorf erstmals unter dem modernen Namen Ada Pāzārı / آدا پازارى (Ada Bazar, Insel-Marktplatz) als Sitz eines Verwaltungsbeamten. Im Jahr 1852/1853 wurde das Dorf zu einer Stadt erhoben. Um 1890 hatte die Stadt 24.000 Einwohner, bei der Volkszählung von 1950 war die Einwohnerzahl auf 36.210 angestiegen.

## Verwaltung
Adapazari kam als Hauptstadt der neugegründeten Provinz Sakarya 1955 von der Provinz Kocaeli. Die Stadt (Şehir) bildete zusammen mit 134 Ortschaften (Dörfern, Köy) den zentralen Kaza (Merkez Kazası), einem Vorläufer des Kreises (Ilçe). Zum Census 1955 zählte man in der Stadt 55.622 Einwohner, verteilt auf die vier Nahiye:
Merkez Nahiye (75 Dörfer mit 49.904), Kâzimpaşa (14 Dörfer mit 6.924), Sapanca (24 Dörfer mit 15.874) sowie Söğütlü (21 Dörfer mit 15.606 Einw.) — zusammen 79.398 Einwohner.
Im Jahr 2008 wurde durch das Gesetz Nr. 5747 dieser zentrale Landkreis (Merkez Ilçe) der Provinzhauptstadt Adapazari aufgelöst und in vier Kreise aufgeteilt:
- Arifiye im Süden: 5 Köy, 1 Belediye,
- Erenler im Osten: 6 Köy, 1 Belediye,
- Serdivan im Westen: 10 Köy, 1 Belediye sowie
- Adapazari: zentral und im Norden: 26 Köy, 1 Belediye.

Diese vier Belediye/Stadtbezirke zählt man zur „Kernstadt“, da sie der ungefähren Fläche der „alten“ Provinzhauptstadt (vor 2008) entsprach. Das „neue“ Adapazari nimmt davon etwa die knappe Hälfte ein.

## Demographie

### Stadtentwicklung
Nachfolgende Tabelle gibt Auskunft über die Entwicklung der Einwohnerzahlen von Stadt (Adapazari Şehir), Kreis (Merkez İlçe) und Provinz (Sakarya İl). Die Zahlen wurden den als PDF-Dateien veröffentlichten Ergebnisse der Volkszählungen der angegebenen Jahre entnommen, abrufbar über die Bibliothek des TURKSTAT (TÜİK)
| Jahr      | 2000    | 1990    | 1985    | 1980    | 1975    | 1970    | 1965    | 1960    | 1955    |
| --------- | ------- | ------- | ------- | ------- | ------- | ------- | ------- | ------- | ------- |
| Stadt     | 283.752 | 171.225 | 152.291 | 130.977 | 114.130 | 101.283 | 86.124  | 79.420  | 74.255  |
| Landkreis | 340.825 | 316.307 | 301.067 | 258.561 | 223.046 | 199.839 | 182.073 | 162.508 | 135.020 |
| Provinz   | 756.168 | 683.061 | 610.500 | 548.747 | 495.649 | 459.052 | 404.078 | 361.992 | 297.108 |

### Bevölkerungsentwicklung
Nachfolgende Tabelle zeigt den vergleichenden Bevölkerungsstand am Jahresende für die gesamte Provinz, den zentralen Landkreis (Merkez) bzw. die Kernstadt (Adapazarı, Arifiye, Erenler und Serdivan) sowie den jeweiligen Anteil an der übergeordneten Verwaltungsebene. Die Zahlen basieren auf dem 2007 eingeführten adressbasierten Einwohnerregister (ADNKS).

| Jahr | Provinz   | Landkreis | Landkreis | Stadt                              | Stadt                              |
| Jahr | absolut   | proz.     | absolut   | proz.                              | absolut                            |
| ---- | --------- | --------- | --------- | ---------------------------------- | ---------------------------------- |
| 2020 | 1.042.649 | 54,20     | 565128    | Stadt und Landkreis sind identisch | Stadt und Landkreis sind identisch |
| 2019 | 1.029.650 | 54,23     | 558.388   | Stadt und Landkreis sind identisch | Stadt und Landkreis sind identisch |
| 2018 | 1.010.700 | 53,69     | 542.622   | Stadt und Landkreis sind identisch | Stadt und Landkreis sind identisch |
| 2017 | 990.214   | 54,06     | 535.261   | Stadt und Landkreis sind identisch | Stadt und Landkreis sind identisch |
| 2016 | 976.948   | 54,00     | 527.571   | Stadt und Landkreis sind identisch | Stadt und Landkreis sind identisch |
| 2015 | 953.181   | 53,62     | 511.102   | Stadt und Landkreis sind identisch | Stadt und Landkreis sind identisch |
| 2014 | 932.706   | 53,07     | 494.977   | Stadt und Landkreis sind identisch | Stadt und Landkreis sind identisch |
| 2013 | 917.373   | 52,57     | 482.290   | Stadt und Landkreis sind identisch | Stadt und Landkreis sind identisch |
| 2012 | 902.267   | 52,47     | 473.457   | Stadt und Landkreis sind identisch | Stadt und Landkreis sind identisch |
| 2011 | 888.556   | 52,03     | 462.295   | Stadt und Landkreis sind identisch | Stadt und Landkreis sind identisch |
| 2010 | 872.872   | 51,26     | 447.420   | Stadt und Landkreis sind identisch | Stadt und Landkreis sind identisch |
| 2009 | 861.570   | 50,47     | 434.867   | Stadt und Landkreis sind identisch | Stadt und Landkreis sind identisch |
| 2008 | 851.292   | 49,66     | 422.772   | Stadt und Landkreis sind identisch | Stadt und Landkreis sind identisch |
| 2007 | 835.222   | 49,45     | 412.994   | 50,74                              | 209.563                            |

### Einwohnerentwicklung seit 2008 in der „Kernstadt“
Die Tabelle vergleicht die Bevölkerungsfortschreibung der vier Kreise/Stadtbezirke der „Kernstadt“ am Ende des angegebenen Jahres. Die Zahlen basieren auf dem 2007 eingeführten adressbasierten Einwohnerregister (ADNKS).
|                 | 2008    | 2009    | 2010    | 2011    | 2012    | 2013    | 2014      | 2015    | 2016    | 2017      | 2018      | 2019      | 2020    |
| --------------- | ------- | ------- | ------- | ------- | ------- | ------- | --------- | ------- | ------- | --------- | --------- | --------- | ------- |
| Adapazarı       | 237.259 | 243.204 | 245.458 | 251.680 | 257.826 | 259.516 | 263.408   | 269.079 | 274.898 | 272.901   | 271.515   | 276.385   | 279.127 |
| Arifiye         | 37.290  | 37.245  | 37.864  | 37.889  | 38.293  | 38.905  | 39.024    | 39.632  | 40.568  | 43.234    | 44.315    | 45.375    | 46.344  |
| Erenler         | 72.621  | 72.475  | 73.418  | 75.682  | 76.090  | 78.094  | 79.934    | 81.660  | 83.984  | 85.649    | 87.197    | 89.128    | 90.855  |
| Serdivan        | 75.602  | 81.943  | 90.680  | 97.044  | 101.248 | 105.775 | 112.611   | 120.731 | 128.121 | 133.477   | 139.595   | 147.500   | 148.802 |
| „Kernstadt“     | 424.780 | 436.876 | 449.430 | 464.306 | 475.469 | 484.303 | 496.991   | 513.117 | 529.587 | 537.278   | 544.640   | 560.407   | 567.148 |
| Provinz Sakarya | 851.292 | 861.570 | 872.872 | 888.556 | 902.267 | 917.373 | ! 953.181 | 976.948 | 990.214 | 1.010.700 | 1.029.650 | 1.042.649 |         |

## Wirtschaft und Infrastruktur

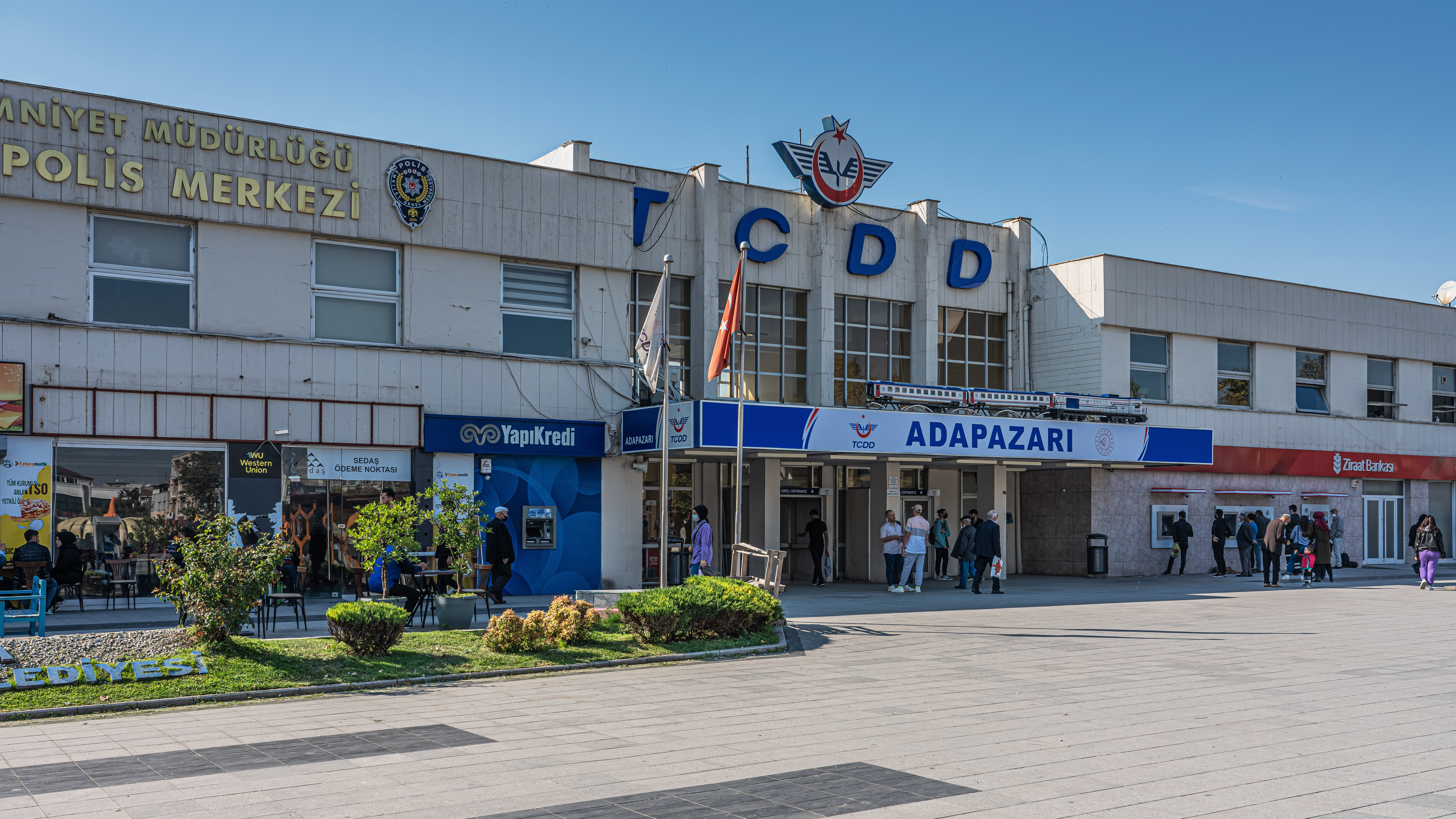
Bahnhof Adapazarı

Adapazari liegt in einer der wirtschaftlich aufsteigenden Regionen der Türkei und profitiert dabei von der Nähe zum großen Absatzmarkt Istanbul und den Häfen in İzmit. Wichtige Wirtschaftszweige sind die Textilindustrie, Industriezulieferer sowie Dienstleistungen. Zudem profitiert die Stadt von den fruchtbaren Böden (Marschböden) im Umkreis. Neben der Landwirtschaft, welche immer mehr in den Hintergrund rückt, nimmt die Industrie einen immer größeren Stellenwert ein. Eine Mehrheit der Bevölkerung arbeitet in der industriellen Produktion, unter anderem in der Autofabrik Toyota, beim Reifenhersteller Goodyear, in der Schnellzugfabrik EUROTEM sowie der LKW-Fabrik Otokar. Des Weiteren sind mehrere große Unternehmen der Türkei, wie die Toprak Holding, in Adapazari ansässig. Verkehrstechnisch günstig liegt Adapazari auf der Strecke zwischen Istanbul und Ankara. Wichtige Bahnlinien und Fernstraßen zwischen den beiden Metropolen verlaufen durch Adapazari.

## Erdbeben

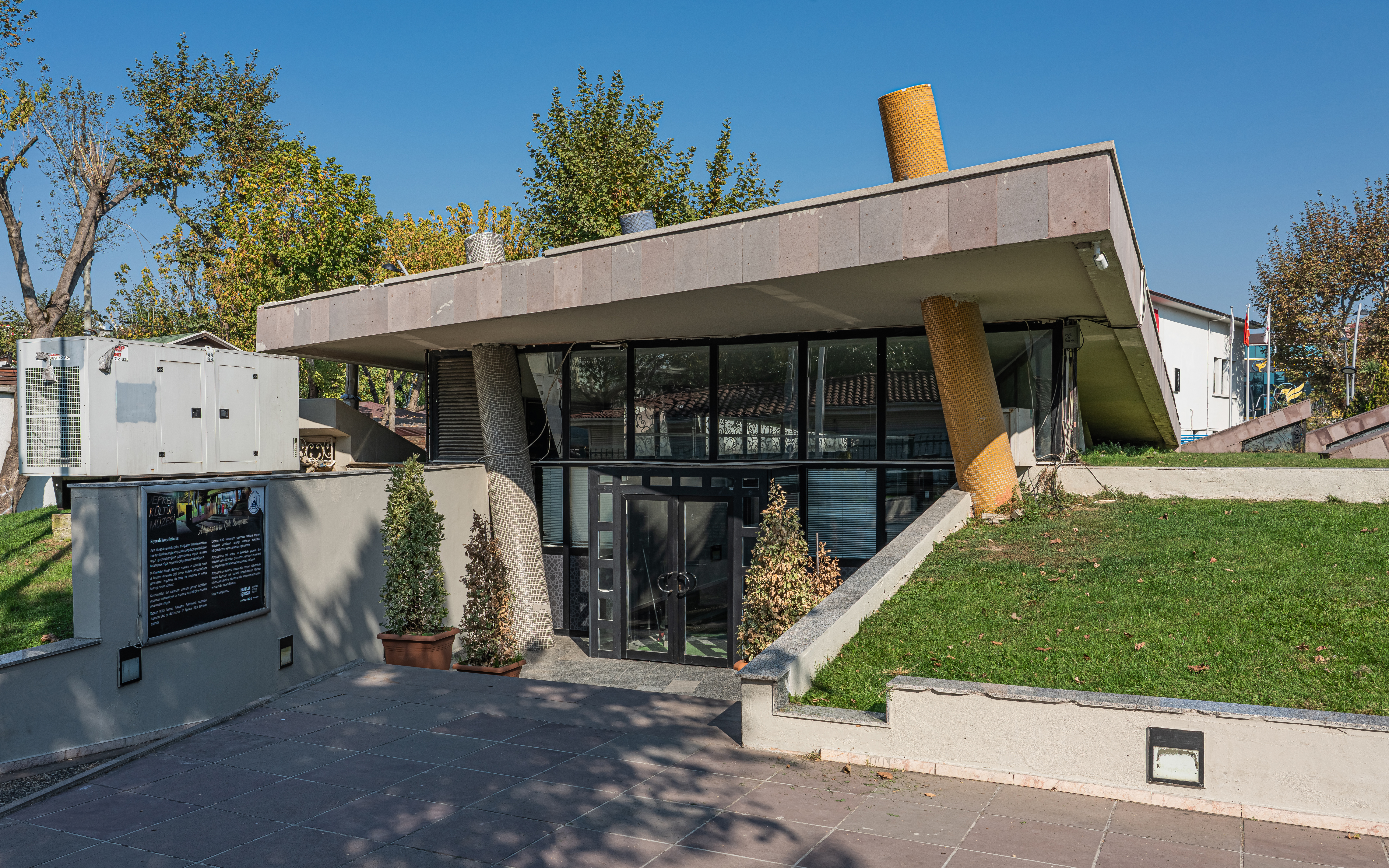
Museum des Erdbebens von 1999

Adapazarı fand aufgrund des Erdbebens am 17. August 1999 international Beachtung. Die Innenstadt wurde zu einem sehr großen Teil zerstört, wobei mehrere tausend Menschen starben. Adapazarı gehörte wie Gölcük und Izmit zu den vom Erdbeben am schlimmsten betroffenen Städten.
Dabei trugen hauptsächlich zwei Faktoren zu den großen Zerstörungen bei: Einerseits liegt Adapazarı an der Nordanatolischen Verwerfung, zum anderen wurde das Zentrum der Stadt auf relativ losem Untergrund errichtet. Heute erinnert eine ständige Ausstellung an die Opfer und die Folgen des Bebens. Durch die Tragödie starben damals mehr als 18.000 Menschen in der Türkei.
Durch zahlreiche Spenden aus aller Welt konnte die Stadt wieder aufgebaut werden. Dazu trug auch ein 26 Millionen schwerer Kredit der Europäischen Kreditanstalt für Wiederaufbau bei.

## Klimatabelle
|                        | Jan  | Feb  | Mär  | Apr  | Mai  | Jun  | Jul  | Aug  | Sep  | Okt  | Nov  | Dez   |   |       |
| Mittl. Temperatur (°C) | 6,2  | 6,3  | 8,5  | 13,0 | 17,4 | 21,8 | 23,6 | 23,5 | 19,8 | 15,7 | 11,2 | 8,2   | ⌀ | 14,6  |
| Mittl. Tagesmax. (°C)  | 9,8  | 10,6 | 13,6 | 18,8 | 23,6 | 27,7 | 29,4 | 29,6 | 26,4 | 21,4 | 16,2 | 11,7  | ⌀ | 19,9  |
| Mittl. Tagesmin. (°C)  | 3,2  | 2,9  | 4,6  | 8,2  | 12,2 | 16,0 | 18,4 | 18,5 | 14,8 | 11,5 | 7,4  | 5,2   | ⌀ | 10,3  |
|                        |      |      |      |      |      |      |      |      |      |      |      |       |   |       |
| Niederschlag (mm)      | 91,6 | 76,5 | 71,2 | 61,5 | 49,7 | 69,1 | 55,4 | 44,5 | 47,1 | 92,1 | 86,2 | 101,0 | Σ | 845,9 |
|                        |      |      |      |      |      |      |      |      |      |      |      |       |   |       |
| Sonnenstunden (h/d)    | 2,3  | 3,0  | 3,6  | 4,6  | 6,3  | 7,7  | 8,1  | 7,8  | 6,4  | 4,3  | 3,1  | 2,3   | ⌀ | 5     |
|                        |      |      |      |      |      |      |      |      |      |      |      |       |   |       |
| Regentage (d)          | 15,7 | 14,0 | 13,2 | 11,6 | 9,8  | 8,8  | 6,3  | 6,2  | 7,3  | 12,4 | 13,0 | 15,9  | Σ | 134,2 |

| 3,2 |

| 2,9 |

| 4,6 |

| 8,2 |

| 12,2 |

| 16,0 |

| 18,4 |

| 18,5 |

| 14,8 |

| 11,5 |

| 7,4 |

| 5,2 |

| 3,2 |

| 2,9 |

| 4,6 |

| 8,2 |

| 12,2 |

| 16,0 |

| 18,4 |

| 18,5 |

| 14,8 |

| 11,5 |

| 7,4 |

| 5,2 |

Adapazarı befindet sich am Rande der gemäßigten Zone und der subtropischen Zone und hat nach Köppen ein feucht-subtropisches Klima (effektive Klimaklassifikation: Cfa). Die Sommer sind sehr warm bis heiß mit einer hohen Luftfeuchtigkeit und mit erheblichen Regenfällen, die oft als Starkregen fallen. Trotzdem weist Adapazarı im Sommer viele Sonnenstunden auf. Die Winter sind kühl und feucht mit höheren Niederschlägen als in den anderen Jahreszeiten, die oft als Schnee fallen. Im Winter sind zwar Nachtfröste häufig, aber Eistage mit einer Tageshöchsttemperatur unter 0 °C sind selten. Aufgrund der starken Bewölkung im Winter, ist die Anzahl der Sonnenstunden niedrig. Der wärmste Monat ist der Juli mit 23,6 °C, der kälteste der Januar mit 6,3 °C im Durchschnitt. Die durchschnittliche Jahrestemperatur beträgt 14,9 °C. Durch die geographische Lage in einem Talkessel ist es in Adapazarı öfters einige Grad wärmer als in der umliegenden Landschaft.

## Sonstiges
Unweit der Stadt befindet sich die spätantike Sangariusbrücke mit einer beträchtlichen Länge von 429 m. Bei Erholungssuchenden sind die umliegenden Seen wie Sapanca und Poyraz Gölü sehr beliebt sowie Karasu am Schwarzen Meer. Keltepe (1610 m) ist bei Wanderern und Skifans beliebt.

## Sport

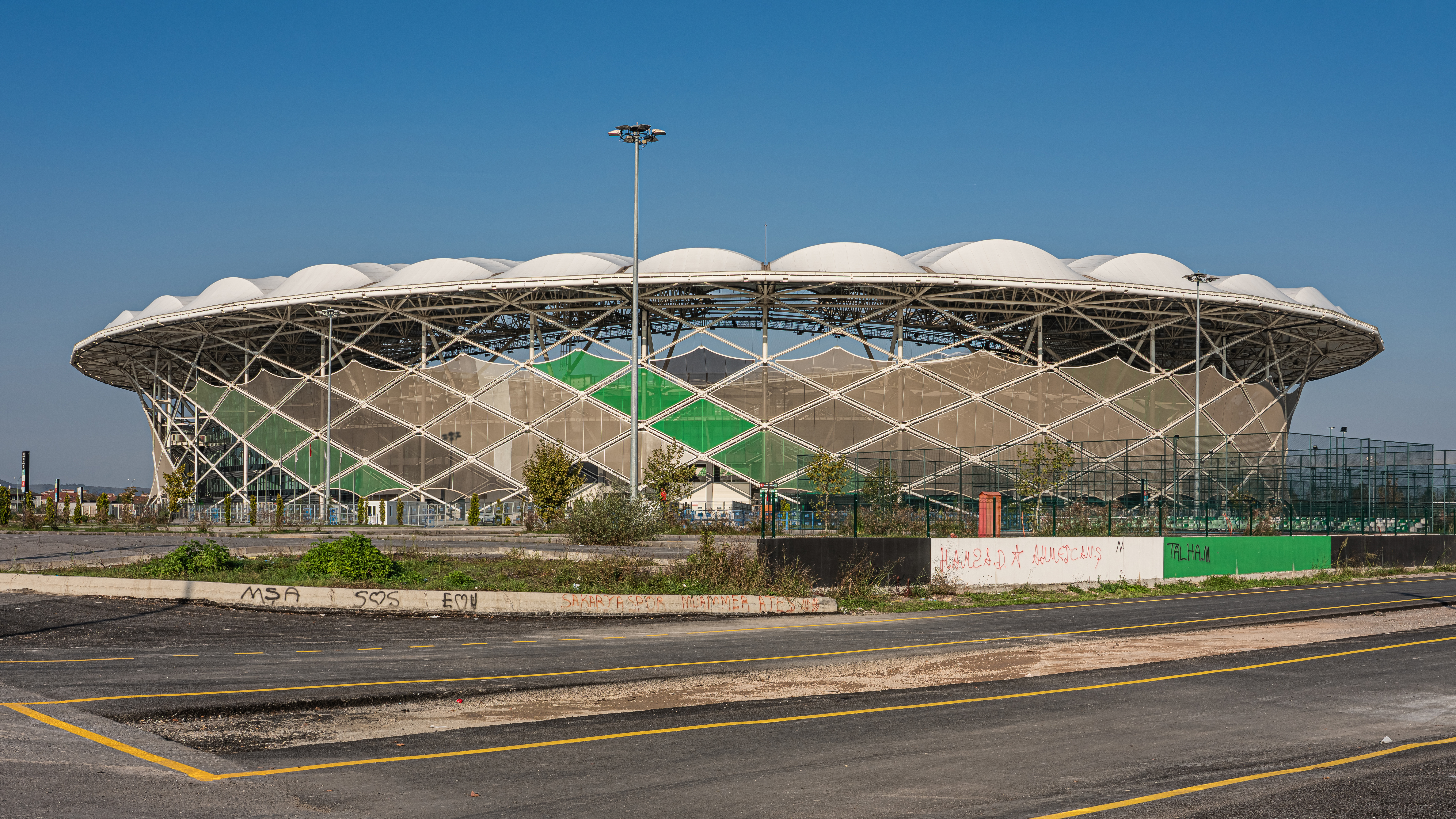
Yeni Sakarya Stadyumu

Adapazarı ist die Heimat des Fußballclubs Sakaryaspor. Dieser gewann einmal den Türkischen Fußballpokal und hat bis heute 11 Saisons in der ersten türkischen Liga gespielt. Sie treten seit 2017 im Yeni Sakarya Stadyumu an. Seit der Saison 2007/08 war der Verein jedoch aufgrund struktureller Probleme und finanzieller Schwierigkeiten bis in die vierte türkische Liga abgestiegen. Heute befindet sich der Club in der drittklassigen TFF 2. Lig (Stand: Februar 2022). Viele ehemalige Fußballnationalspieler wie Tuncay Şanlı, Hakan Şükür oder Oğuz Çetin sind in Adapzarı geboren. Auch der Gewinner der Supersport-Weltmeisterschaft Kenan Sofuoğlu ist in der Stadt geboren.
Im 2018 eingeweihten Radsport-Park Ayçiçeği Bisiklet Vadisi finden regelmäßig Wettbewerbe im BMX-Rennsport und Mountainbikesport statt.

## Partnerstädte
- Goražde, Bosnien und Herzegowina
- Delft, Niederlande
- Schumen, Bulgarien
- Sochumi, Georgien
- Louisville, Vereinigte Staaten

## Söhne und Töchter der Stadt
- Zaruhi Kavalcıyan (1877–1969), erste türkische Ärztin
- Sait Faik (1906–1954), Schriftsteller
- Mıgırdıç Şellefyan (1914–1987), Geschäftsmann und Politiker
- Ekrem Alican (1916–2000), Politiker
- Nimet Özgüç (1916–2015), Archäologin
- Orhan Suda (1916–1978), Radrennfahrer
- Adil Atan (1929–1989), Ringer
- Mithat Bayrak (1929–2014), Ringer
- Fikri Alican (1930–2015), Mediziner und ordentlicher Professor
- Şevket Kazan (1933–2020), Politiker
- Varol Ürkmez (1937–2021), Fußballspieler und Schauspieler
- Ogün Altıparmak (1938–2025), Fußballspieler, -trainer, -funktionär und -kommentator
- Yılmaz Vural (* 1953), Fußballspieler
- Aykut Yiğit (1959–2002), Fußballspieler
- Cem Uzan (* 1960), Fußballspieler und Politiker
- Osman Özdemir (* 1961), Fußballspieler und Trainer
- Semih Saygıner (* 1964), Karambolagebillardspieler
- Ayfer Tunç (* 1964), Autorin
- Aykut Kocaman (* 1965), Fußballspieler
- İlker Yağcıoğlu (* 1966), Fußballspieler und -trainer
- Hakan Uzan (* 1967), flüchtiger und prominenter Geschäftsmann
- Berat Yenilmez (* 1970), Schauspieler
- Sedat Peker (* 1971), Anführer einer kriminellen Vereinigung
- Hakan Şükür (* 1971), Fußballspieler
- Bahattin Sofuoğlu (1978–2002), Motorradrennfahrer
- Orhan Ak (* 1979), Fußballspieler
- Tuncay Şanlı (* 1982), Fußballspieler
- Sinan Sofuoğlu (1982–2008), Motorradrennfahrer
- Gökhan Kaba (* 1983), Fußballspieler
- Kenan Sofuoğlu (* 1984), Motorradrennfahrer
- Aytaç Ak (* 1985), Fußballspieler
- Mehmet Akyüz (* 1986), Fußballspieler
- Musa Sinan Yılmazer (* 1987), Fußballspieler
- Yasin Görkem Arslan (* 1988), Fußballspieler
- Samet Kumbaşı (* 1988), Fußballspieler
- Talha Mayhoş (* 1988), Fußballspieler
- Yaser Yıldız (* 1988), Fußballspieler
- Furkan Aydın (* 1991), Fußballspieler
- Berat Şahiner (* 1997), Fußballspieler
- Bahattin Sofuoğlu (* 2003), Motorradrennfahrer